# Nacon
Nacon (tidigare Bigben Interactive SA) är ett franskt datorspelföretag baserat i Lesquin. Företaget grundades i februari 1981 och designar och distribuerar tillbehör till spelkonsoler och publicerar datorspel för olika plattformar. Under 2001 tecknade företaget ett avtal med Sega för att distribuera återstående lager av Sega's Dreamcast-konsoler, tillbehör och programvara över hela Europa.